# Karel Rektorys
Karel Rektorys (Písek, 4 de fevereiro de 1925 — 10 de dezembro de 2004) foi um matemático tcheco.
Bacharelou-se em 1941 e até o final da ocupação nazista trabalhou no correio local. Após a Segunda Guerra Mundial começou a estudar na Universidade Carolina, completando o curso em 1949. Após trabalhar algum tempo na Škoda, em Pilsen, trabalhou a partir de 1954 no departamento de engenharia civil da Universidade Técnica de Praga.
O asteróide 40459 Rektorys leva seu nome.

## Obras
- Ivo Babuška, Karel Rektorys e František Vyčichlo, Mathematische Elastizitatstheorie der ebenen Probleme. Berlim : Akademie-Verlag, 1960.
- Variational Methods in Mathematics, Science and Engineering